# Poul Holm Joensen
Poul Johannes Holm Joensen (født 5. september 1938, død 5. juni 2023) var en dansk lærer, jazzmusiker og teaterchef. 
Han voksede op i Gentofte som søn af forfatter Poul Holm Joensen. Drømmen var at blive skuespiller, men han fulgte sine forældres ønske og tog lærereksamen fra Vordingborg Statsseminarium og blev lærer i dansk og fransk på Falster. Med årene kom han alligevel tættere på sin oprindelige drøm. Han var jazzmusiker, ejede et galleri og var leder for Danmarks Teaterforeninger inden han i 1977 kom til Odense Teater som produktionsleder.
I 1985 overtog han jobbet som teaterchef efter Waage Sandø. Under Joensens ledelse blev teatret gennemgribende renoveret. Sideløbende med det administrative arbejde, der hører til jobbet, fandt han også tid til at oversætte og instruere forestillinger. I 2000, som 62-årig, forlod han teatret og engagerede sig i det kulturelle liv i Svendborg, hvor han blandt andet var formand for Kulturelt Samråd.
Poul Holm Joensen fik to børn, skuespillerne Kristian Holm Joensen (født 1964) og Stine Holm Joensen (født 1969).